# 폴라 슈코디
폴라 슈코디(Paula Szkody, 1948년 7월 17일 ~ )는 시애틀에 있는 워싱턴 대학교 천문학과 교수이다. 2020년부터 2022년까지 미국 천문학회 회장을 역임했다.

## 어린 시절과 교육
슈코디는 1948년 7월 17일 미시간주 디트로이트에서 태어났다. 1970년 미시간 주립 대학교에서 천체물리학 학사 학위를 취득하고 1975년 워싱턴 대학교에서 천문학 박사 학위를 취득했다.

## 업적
폴라 슈코디는 주기적으로 에너지 폭발을 겪는 쌍성계인 격변 변광성을 전문적으로 다루고 있다. 그녀는 새로운 왜성 신성을 찾는 SDSS(Sloan Digital Sky Survey)에 적극적으로 참여하고 있으며 XTE, ASCA, ROSAT, IUE, HST, EUVE 및 XMM-뉴턴 우주 임무에 참여했다.